# Niépce-Gletscher
Der Niépce-Gletscher ist ein Gletscher an der Danco-Küste des Grahamlands auf der Antarktischen Halbinsel. Gemeinsam mit dem Daguerre-Gletscher mündet er in die Lauzanne Cove, eine Nebenbucht der Flandernbucht.
Der Gletscher ist erstmals auf einer argentinischen Landkarte aus dem Jahr 1954 verzeichnet. Das UK Antarctic Place-Names Committee benannte ihn 1960 nach dem französischen Fotografiepionier Joseph Nicéphore Niépce (1765–1833), Erfinder der Heliografie.